# Кіберманіяк
«Кіберманіяк» (англ. Cyberstalker) — фільм жахів.

## Сюжет
Спокій жителів американського містечка, які люблять поговорити один з одним за допомогою комп'ютера, порушено маніяком-вбивцею, який вишукує свої жертви через комп'ютерні мережі. Вбивця натхненний філософією нового світового порядку. Відданий уявному комп'ютерному богу, маніяк вишукує незгодних з його філософією. Детективи Мег Джордан і Віктор Салінас повинні знайти кіберманіяка. Злочинець заманює одного з поліцейських і піддає його серії психологічних і фізичних тортур. Детектив Салінас відчайдушно намагається вистежити кіберманіяка, перш ніж його напарник стане наступною жертвою.

## У ролях
- Шнел Вілсон — детектив Джордан
- Енні Біггз — Ньюман
- Джеффрі Комбс — Енді Коберман
- Блейк Банер — детектив Салінас
- Рокі Паттерсон — капітан Абрамс
- Тоні Браунрігг — Дон Філліпс
- Крістофер Хелдман — Мейсі
- Грег Вілсон — Слік
- Пол Тігує — жертва 1
- Джеремі Шварц — Шварц
- Грегорі О'Рурк — Джейсон
- Сінді Мейфілд — жінка на стоянці
- Селлі Хелппі — жінка на балконі
- Дрю Вайт — медик 1
- Адам Нанн — медик 2
- Алехандро Мена — шериф